# Marblebog
Marblebog – zespół muzyczny grający black metal, założony w 1998.

## Dyskografia
- Marblebog/Shadowthrone - Split (2002)
- Arhat - Demo (2002)
- Marblebog/Verdeleth - Split (2003)
- Hadak Útján/Ermitus - Split (2004)
- Csendhajnal - Silencedawn - CD (2004)
- Draugurz/Marblebog - Split (2005)
- Wind of Moors - CD (2005)
- Forestheart - CD (2005)
- On the Path of Battles - Split (2006)
- Deep Horizons of Eternity - Split (2007)
- Wanderings - Split (2008)
- Isenheimen/Abyss Calls... - Split (2008)